# 仮想ディスク
仮想ディスクとは、オペレーティングシステム (OS) から物理的な記憶装置そのものの形態ではなく、何らかの手段で仮想的に提供される論理記憶領域である。

## 具体例
仮想ハードディスク
不揮発ディスク装置とみなす領域を、OS上の一般ファイルとして記録する。仮想化OSのゲストOSにホストOS上の一般ファイルをマウントするもの（VMware、Microsoft Virtual Server、Hyper-V、Microsoft Virtual PCなど）、本OS自体に本OS上の一般ファイルをマウントするもの（Windows 7など）、エミュレーターがホストOS上の一般ファイルをマウントするものなどがある。
仮想化CD/DVDCDやDVDの記録イメージを一般ファイル上に記録。デバイスドライバを経由することで、CD/DVD装置としてこれらのイメージを読み出す。ディスクドライブ仮想化ソフトがいくつかある。
RAMディスク不揮発メモリに、ディスク装置とみなす領域を展開。高速であるが、特別な処理がなされない限り電源断でデータは消失する。